# Acacia blayana
Acacia blayana é uma espécie de leguminosa do gênero Acacia, pertencente à família Fabaceae.